# Coryanthes alborosea
Coryanthes alborosea là một loài lan.

## Hình ảnh

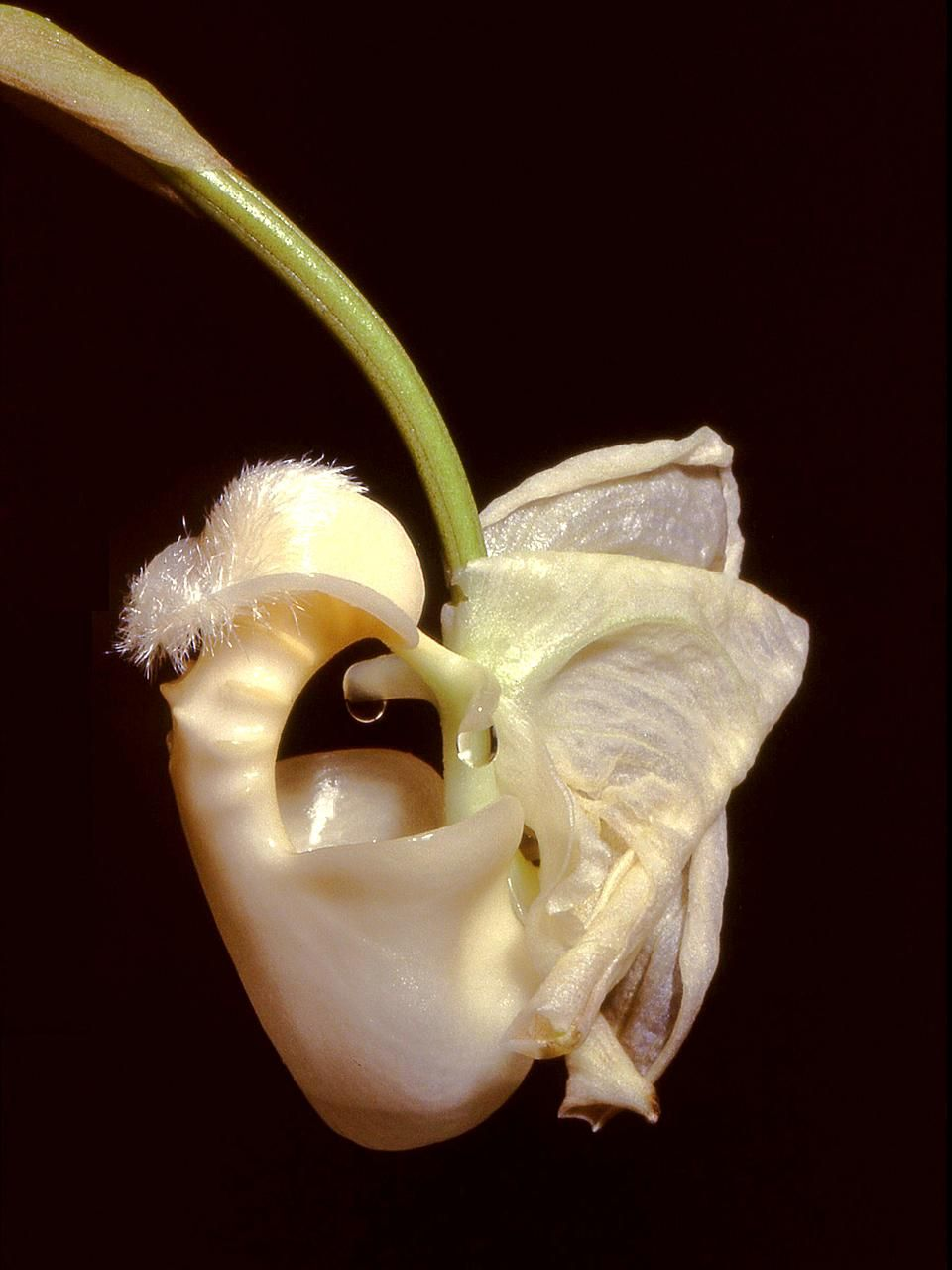
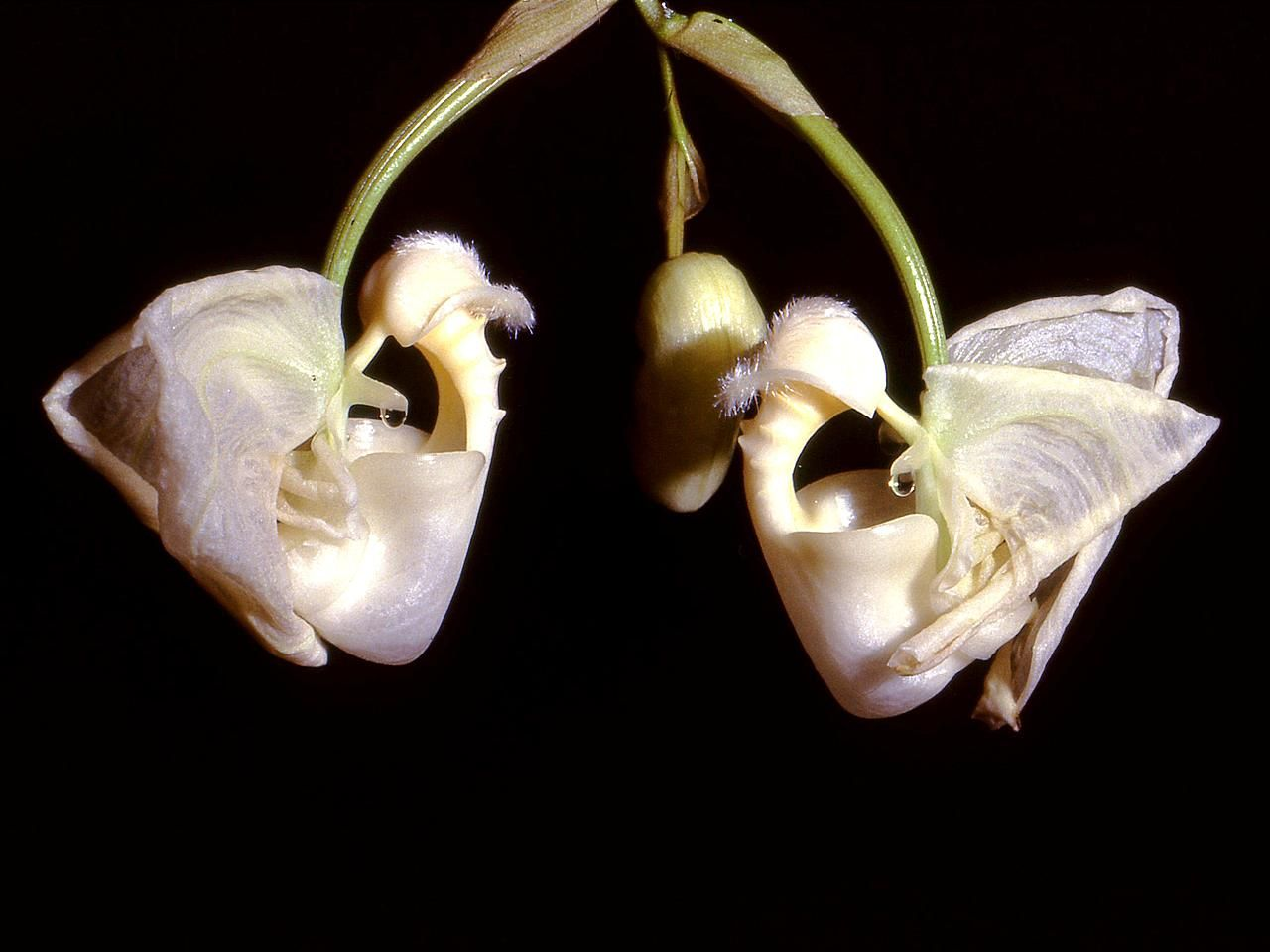
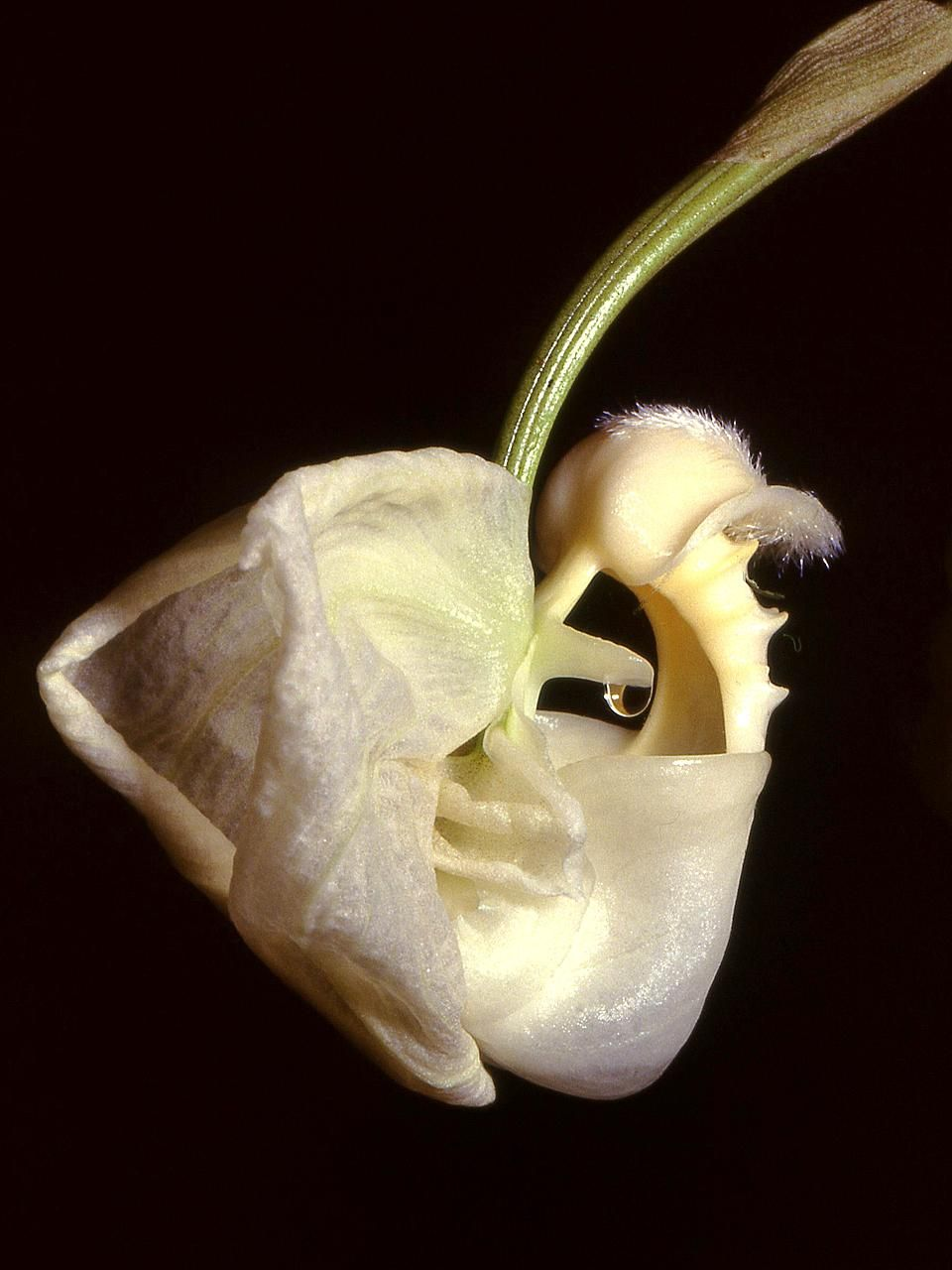